# Molophilus titanius
Molophilus titanius är en tvåvingeart som beskrevs av Alexander 1930. Molophilus titanius ingår i släktet Molophilus och familjen småharkrankar. Inga underarter finns listade i Catalogue of Life.